# ولادیمیر آبراهامیان (نقاش)
ولادیمیر سمباتی آبراهامیان (ارمنی: Վլադիմիր Սմբատի Աբրահամյան؛ زاده ۲۵ نوامبر ۱۹۴۱ - درگذشته ۸ ژوئیهٔ ۲۰۲۰) نقاش اهل ارمنستان بود.

## زندگی‌نامه
وی در ۲۵ نوامبر ۱۹۴۱ در بجنی در به دنیا آمد و از کالج دولتی هنرهای زیبای پانوس ترلمزیان (۱۹۶۶) انستیتو دولتی هنری و نمایشی ایروان (۱۹۷۱) فارغ‌التحصیل گشت.  وی عضو اتحادیه نقاشان ارمنستان می‌باشد. وی همچنین برنده جوایزی همچون نقاش شایسته جمهوری ارمنستان (۲۰۱۳) شد. وی در ۸ ژوئیهٔ ۲۰۲۰ در سن ۷۸ سالگی در ایروان درگذشت.